# Villa Papiniano

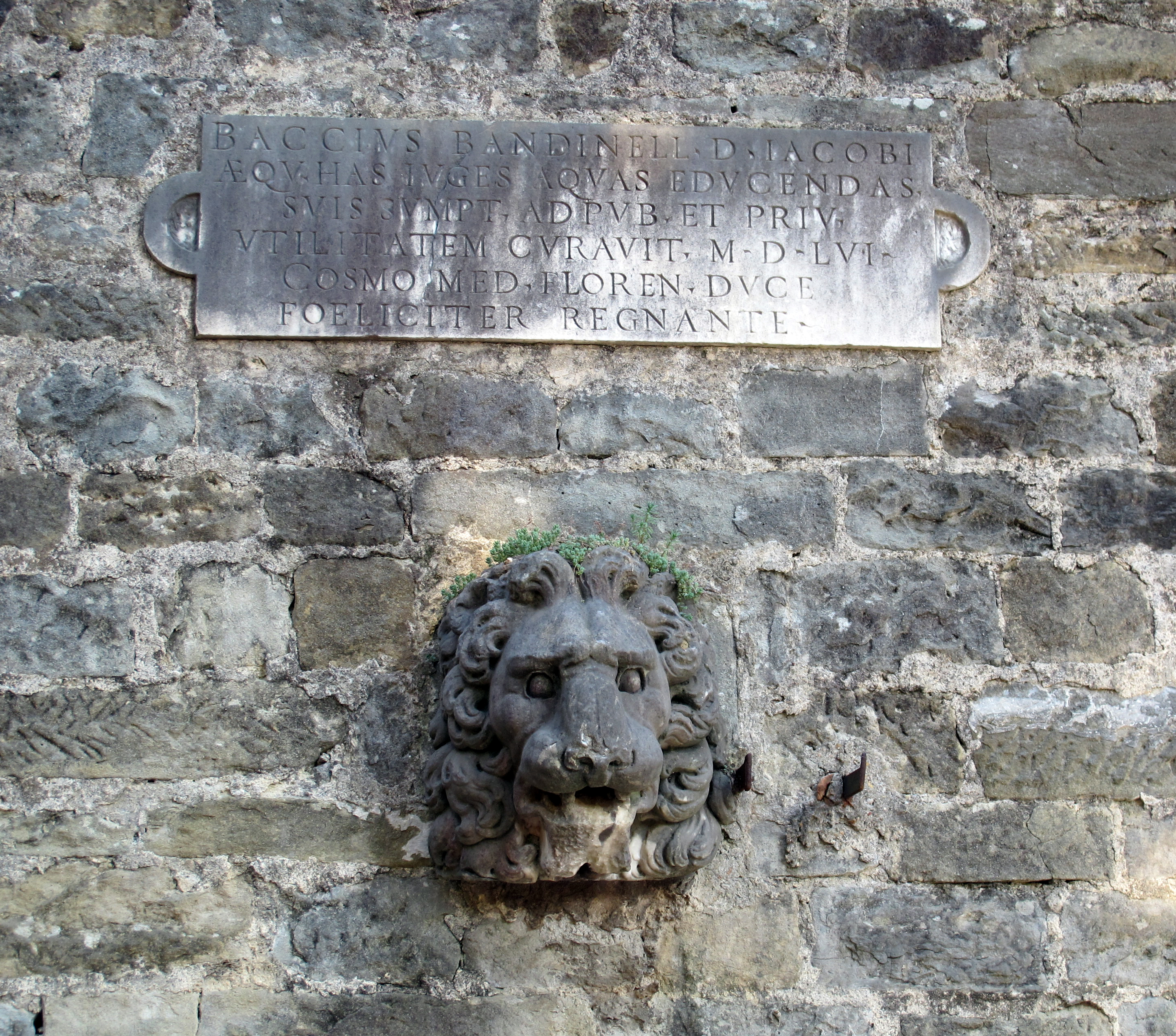
La targa di Baccio Bandinelli

Villa Papiniano si trova a Fiesole, in via Vecchia Fiesolana 65.

## Storia
La località è nota come "Le Tre Pulzelle", dal nome dell'antica e celebre osteria che era una tappa obbligata prima di affrontare la ripida salita che, prima dell'apertura della via Fiesolana Nuova nel XIX secolo sotto Leopoldo II, era l'unica via di accesso tra Fiesole e Firenze. Qui si ritrovavano anche villeggianti durante la calda stagione, come l'Abate Lami, erudito e autore delle Lezioni sulle antichità Toscane. L'11 gennaio 1516 vi sostò papa Leone X durante il viaggio per Fiesole e a ricordo della visita venne posto all'angolo della casa uno stemma mediceo con le insegne pontificie.
La villa vera e propria è menzionata per la prima volta nel catasto del 1427 come proprietà di Bonsignore Spinelli, rimanendo nei possedimenti dei suoi discendenti fino al 1533, quando Domenico di Cristofano la cedette allo scultore della corte di Cosimo I Baccio Bandinelli. La devozione dell'artista per la casa Medici è testimoniata anche dalla vicinanza della villa da lui scelta con quella medicea. Resta memoria dell'illustre proprietario in una targa posta sul muro perimetrale della villa lungo la via, in corrispondenza dell'antica fontana delle Tre Pulzelle, dove si trovava un tabernacolo fatto erigere dagli Spinelli. Bandinelli lo restaurò nel 1556, adornandolo di un'edicola con colonne tuscaniche e mascheroni da lui scolpiti.
Nel 1570 il figlio di Baccio, Michelangiolo, vendette la villa che all'epoca era conosciuta come "Lo Spineto" a Filippo di Averardo Salviati, che la inserì nel sistema dei numerosi possedimenti familiari, che andavano dalla villa Il Salviatino, all'Affrico fino a Montughi e le campagne adiacenti.
A fine del Settecento passò ad Angelo Maria Bandini, poi ai Borghese ed a Giuseppe Mantellini, giurista e deputato, che volle intitolarla a Papiniano, come ricorda un'epigrafe. In seguito, quando Fiesole divenne un popolare luogo di ritiro per la ricca borghesia anglosassone, vi visse la famiglia Barlow e poi Hugh Sartorius Whitaker, che nel 1925 fece ristritturare la villa e il giardino a Cecil Pinsent, in celebre paesaggista inglese. La costruzione venne allora più che triplicata, perdendo le tracce della casa del Bandinelli, verso il quale il nuovo proprietario non nascondeva di non nutrire simpatia.
La villa è oggi una proprietà condominiale.

## Giardino
Il giardino si estende sul lato ovest della villa. L'impostazione prevede uno schema che assomiglia a un continuo scenario teatrale, dalla geometria complessa, scandita da alte siepi scure di cipresso. Una delle terrazze ha un giardino all'italiana con siepi in bosso che formano motivi geometrici. Tra gli elementi di arredo spiccano le scalinate in pietra, le vasche, le etrrazze con pergolati, alle quali si alternano zone a prato.